# Matthew Silverman
Matthew Silverman (né en 1975 ou 1976 à Dallas, Texas, États-Unis) est le directeur-gérant des Rays de Tampa Bay, un club de la Ligue majeure de baseball. Il est président de cette même équipe de 2005 à 2014.

## Biographie
Diplômé en sciences économiques de l'université Harvard, Silverman travaille chez Goldman Sachs de 1998 à 2002 et joint l'organisation du club de baseball des Devil Rays de Tampa bay en 2005, à l'invitation d'un ancien collègue de Goldman Sachs, Stuart Sternberg, devenu propriétaire de la franchise sportive. Président du club d'octobre 2005 à octobre 2014, il orchestre fin 2007 un changement drastique d'image afin de relancer une franchise qui a perdu en moyenne 97 matchs par saison à chacune de ses 10 premières années dans la ligue. En 2008, les Devil Rays, rebaptisés simplement « Rays », prennent d'assaut le terrain avec de nouvelles couleurs, un nouveau logo et des performances complètement opposées : le club passe du dernier rang au premier et atteint la Série mondiale 2008. De 2008 à 2013, l'équipe gagne au moins 90 matchs à chaque saison.
Modèle de gestion et d'excellence sur le terrain dans un contexte où leurs revenus sont beaucoup moins élevés que la majorité des autres marchés de baseball, les Rays sont en 2012 nommés par Bloomberg Businessweek franchise qui investit le plus intelligemment ses ressources parmi les 122 que comptent au total la MLB, la NBA, la LNH et la NFL.
Silverman devient en octobre 2014 le directeur-gérant des Rays après le départ pour les Dodgers de Los Angeles de celui qui occupait précédemment ce poste, Andrew Friedman. Brian Auld succède à Silverman dans le rôle de président. L'une des premières décisions de Silverman dans ses nouvelles fonctions est d'engager un nouveau gérant, Kevin Cash, pour remplacer Joe Maddon, parti de Tampa Bay dans la foulée du départ de Friedman. En décembre 2014, il échange le jeune Wil Myers aux Padres de San Diego dans une première transaction majeure audacieuse qui implique 11 joueurs au total, plus que toute autre transaction dans l'histoire de la franchise,.